# Ratusz w Poznaniu
Ratusz w Poznaniu – renesansowy budynek stojący na poznańskim Starym Rynku, pełniący niegdyś funkcję ratusza. Z wieży ratuszowej codziennie odgrywany jest hejnał Poznania.

## Historia

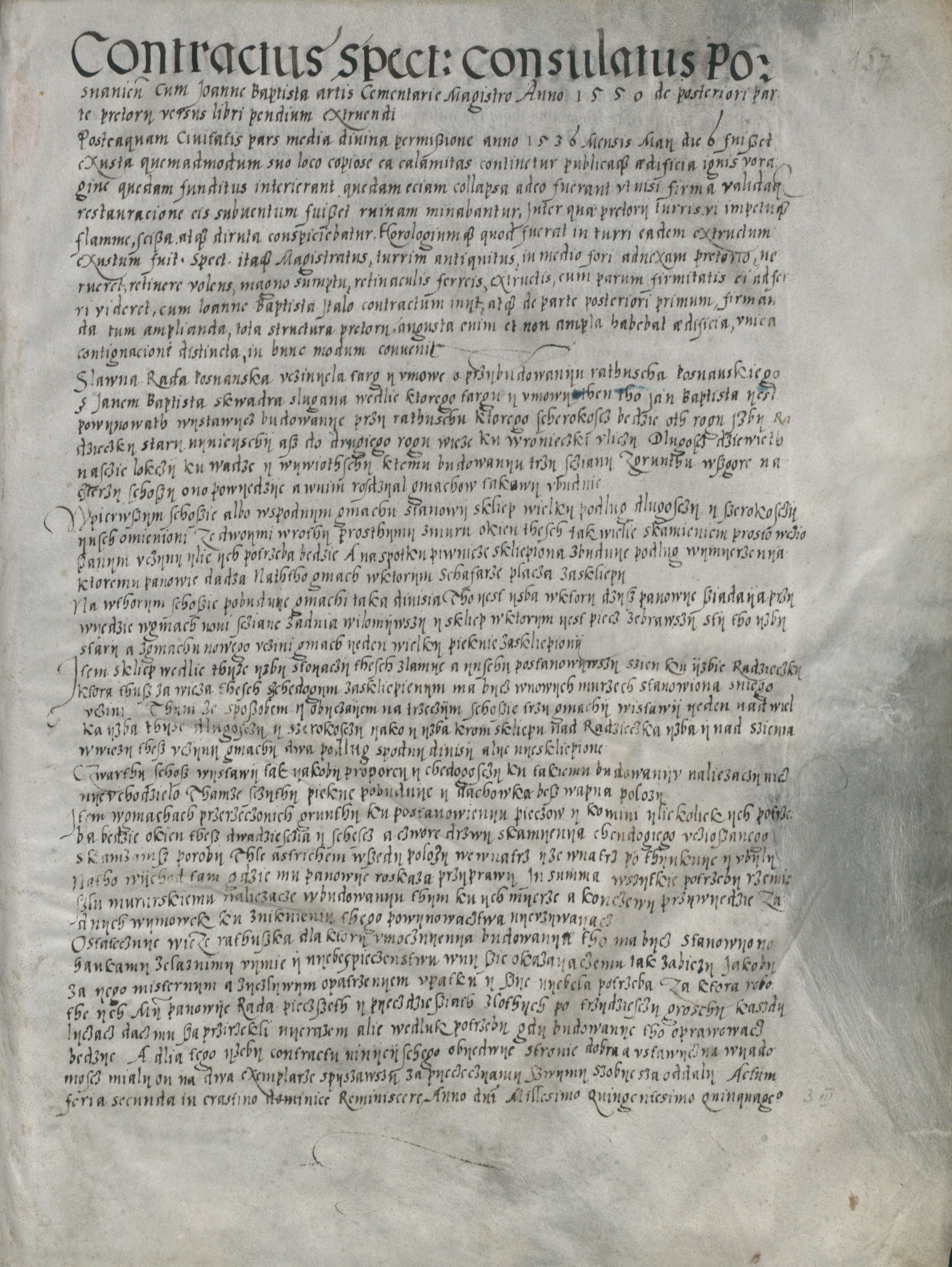
Kontrakt między władzami miasta Poznania a Giovanno Battista Ouadro o przebudowę poznańskiego ratusza z 1550 r. (ze zbiorów Archiwum Państwowego w Poznaniu)

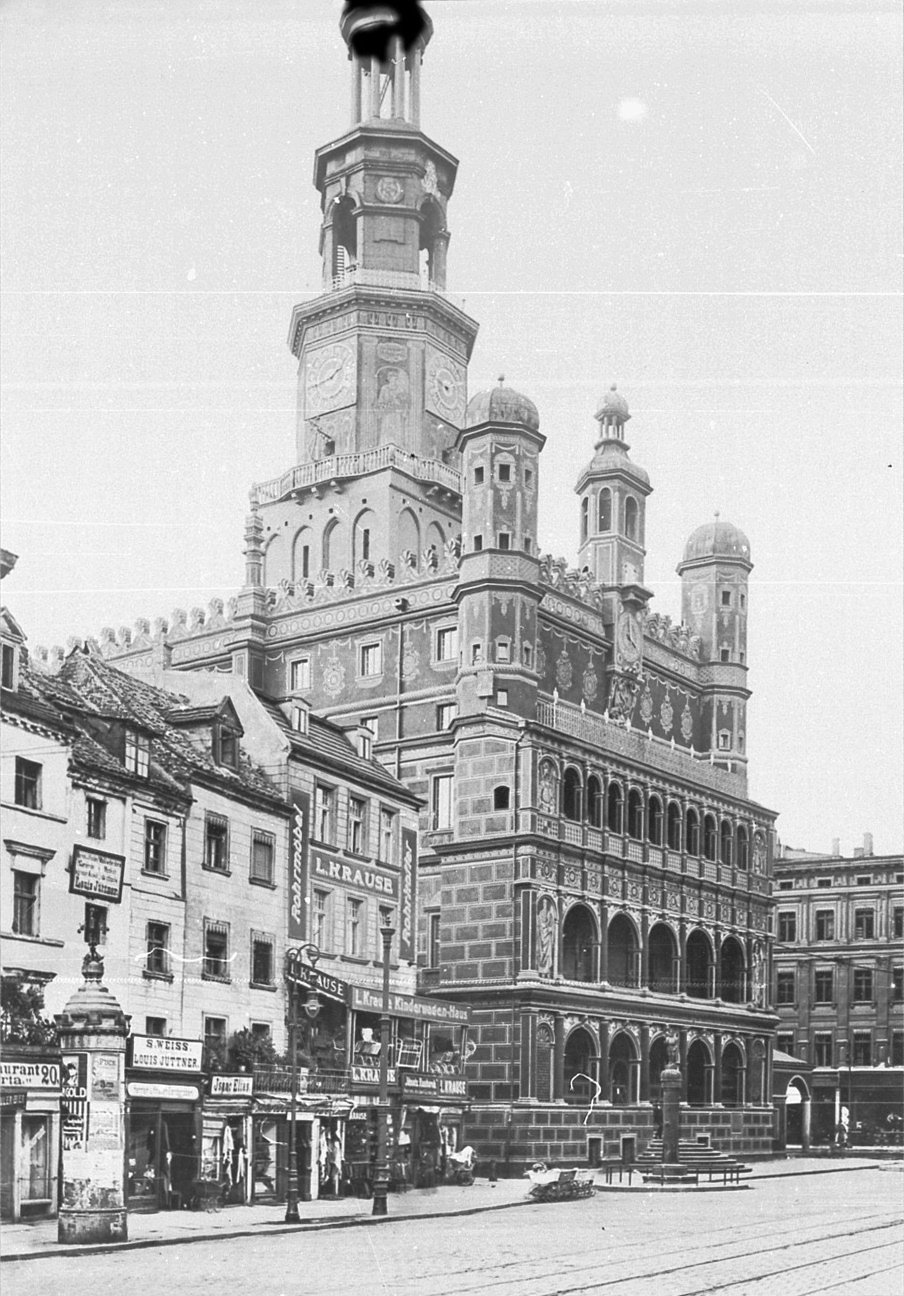
Ratusz przed rokiem 1910

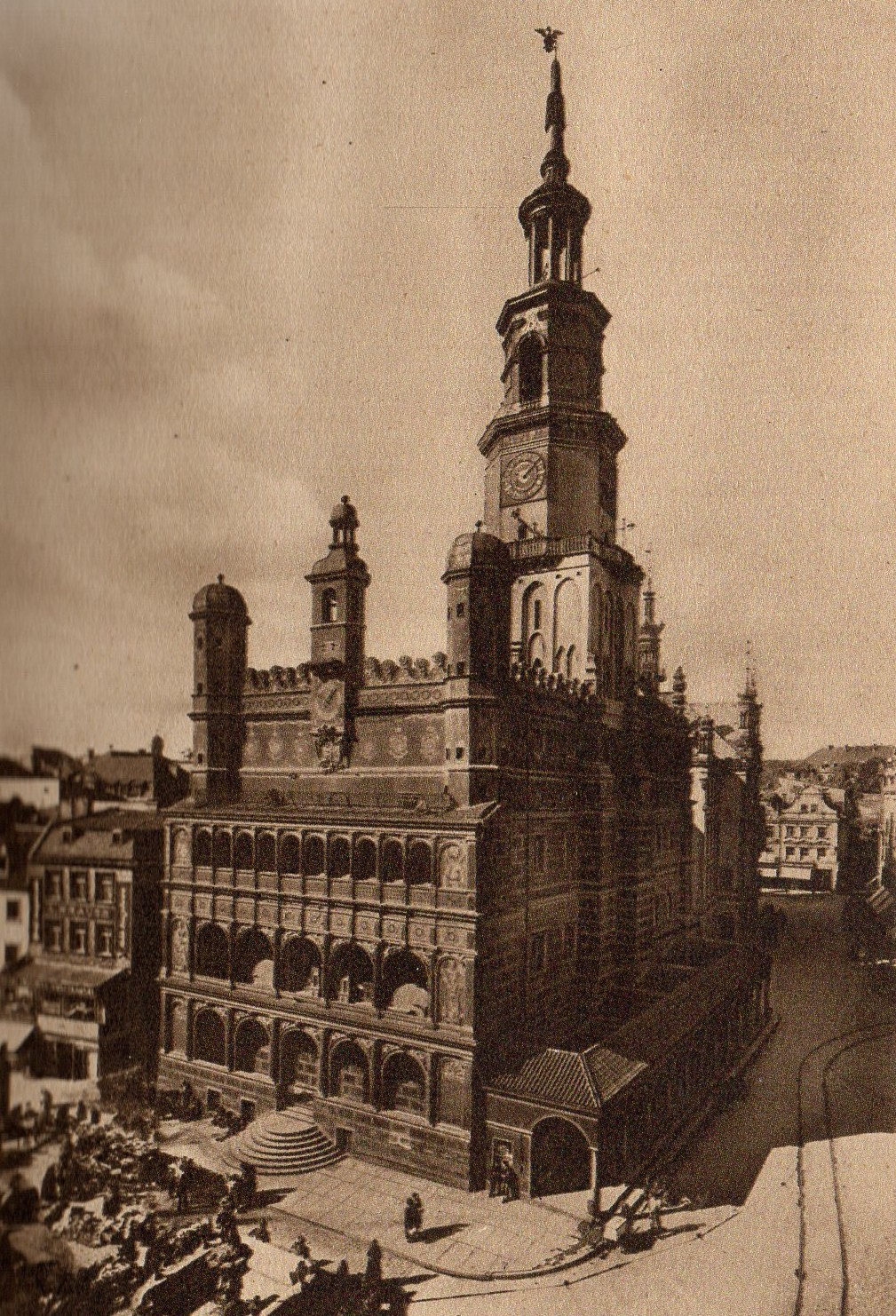
Ratusz około 1929 roku

Ratusz w Poznaniu po raz pierwszy pojawił się w dokumentach w 1313 roku jako Domus consulum. Jego budowę zakończono około 1300 r. za panowania Wacława II Czeskiego. Był to jednopiętrowy gotycki budynek wzniesiony na planie kwadratu. Z tego okresu zachowały się piwnice. Rozbudowano go w XV wieku. W 1504-1508 przebudowano wnętrza. Wieżę wzniesiono na przełomie XV i XVI wieku na ówczesnym północno-zachodnim narożniku. W 1536 w mieście wybuchł wielki pożar, który strawił również ratusz. W latach 1540–1542 remontowano budynek, a w szczególności wieżę. Mimo to jej stan nadal groził katastrofą. W 1550 Rada Miejska podpisała umowę na gruntowną przebudowę, połączoną z rozbudową ratusza, z tesyńskim architektem Janem Baptystą di Quadro z Lugano. Prace nad rozbudową trwały do 1560 r. Di Quadro podwyższył budynek o jedną kondygnację, rozbudował w kierunku zachodnim, dodał attykę i trzykondygnacyjną loggię. Podczas tego remontu zamówiono u mistrza ślusarskiego Bartłomieja Wolffa z Gubina nowy zegar, który posiadał trzy pełne tarcze i jedną pół tarczę oraz „urządzenie błazeńskie, mianowicie dwa koziołki, które mają się trykać przed każdym biciem godzin”. Zegar zainstalowano w 1551 r. W 1675 r. piorun uderzył w wieżę, niszcząc ją wraz z zegarem i koziołkami. Odbudowana w 1690 r. wznosiła się na 90 m. Jej hełm zniszczyły huragan i burza w 1725. W latach 1781–1784 dzięki staraniom Komisji Dobrego Porządku ratusz poddano gruntownej renowacji. Otrzymał wówczas kształt, który zasadniczo prezentuje do dziś. Wieżę zwieńczono klasycystycznym hełmem projektu Bonawentury Solariego, a wykonania Antoniego Höhne. Na szczycie umieszczono białego orła (o wymiarach: rozpiętość skrzydeł 2 m, wysokość 1,8 metra). Na wschodniej elewacji Franciszek Cielecki namalował wizerunki królów z dynastii Jagiellonów, a pod wieżyczką środkową umieszczono kartusz z królewskimi inicjałami SAR (Stanislaus Augustus Rex). Kolejny poważny remont przeprowadzono w latach 1910–1913, kiedy zniszczono renesansowe polichromie, zastępując je czarnym boniowaniem, uznając, że nie przystoją „poważnemu charakterowi miasta północnoniemieckiego”, jednak w 1913 r. na wieżę powróciły koziołki. Podczas walk o Poznań w 1945 r. ratusz poważnie ucierpiał. Wieża zawaliła się aż do czworobocznej gotyckiej podstawy, a wnętrze zostało uszkodzone przez wybuch bomby fosforowej. Renowację przeprowadzono w latach 1945–1954. Przywrócono wówczas renesansowy charakter elewacji, dodając jednak na attyce wśród innych sentencji jeden cytat z Konstytucji PRL. Orzeł, który przetrwał II wojnę światową w ukryciu, powrócił na wieżę w 1947 r. Obecny mechanizm koziołków pochodzi z końca XX wieku (wymieniono go również w 1954). Koziołki bodą się codziennie o godzinie 12. Wygląd jak najbliższy projektowi J.B. di Quadro ze zmianami powstałymi po remoncie Komisji Dobrego Porządku przywrócił remont, który trwał w latach 1992-2002. Ratusz w Poznaniu nie przynależy do miasta Poznania. Formalnie zarządza nim Muzeum Narodowe w Poznaniu.

## Opis elewacji

### Ściana frontowa

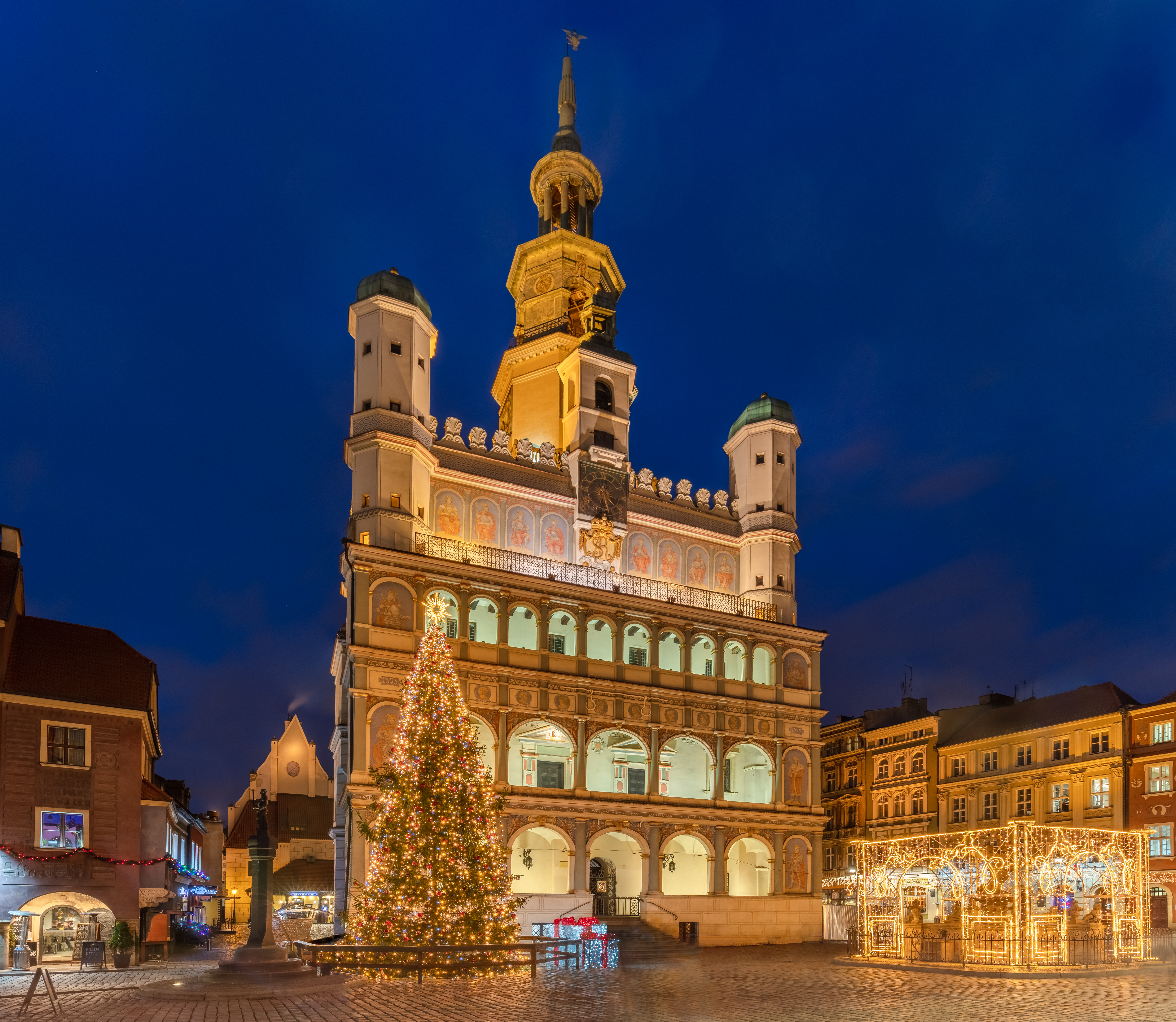
Ratusz nocą

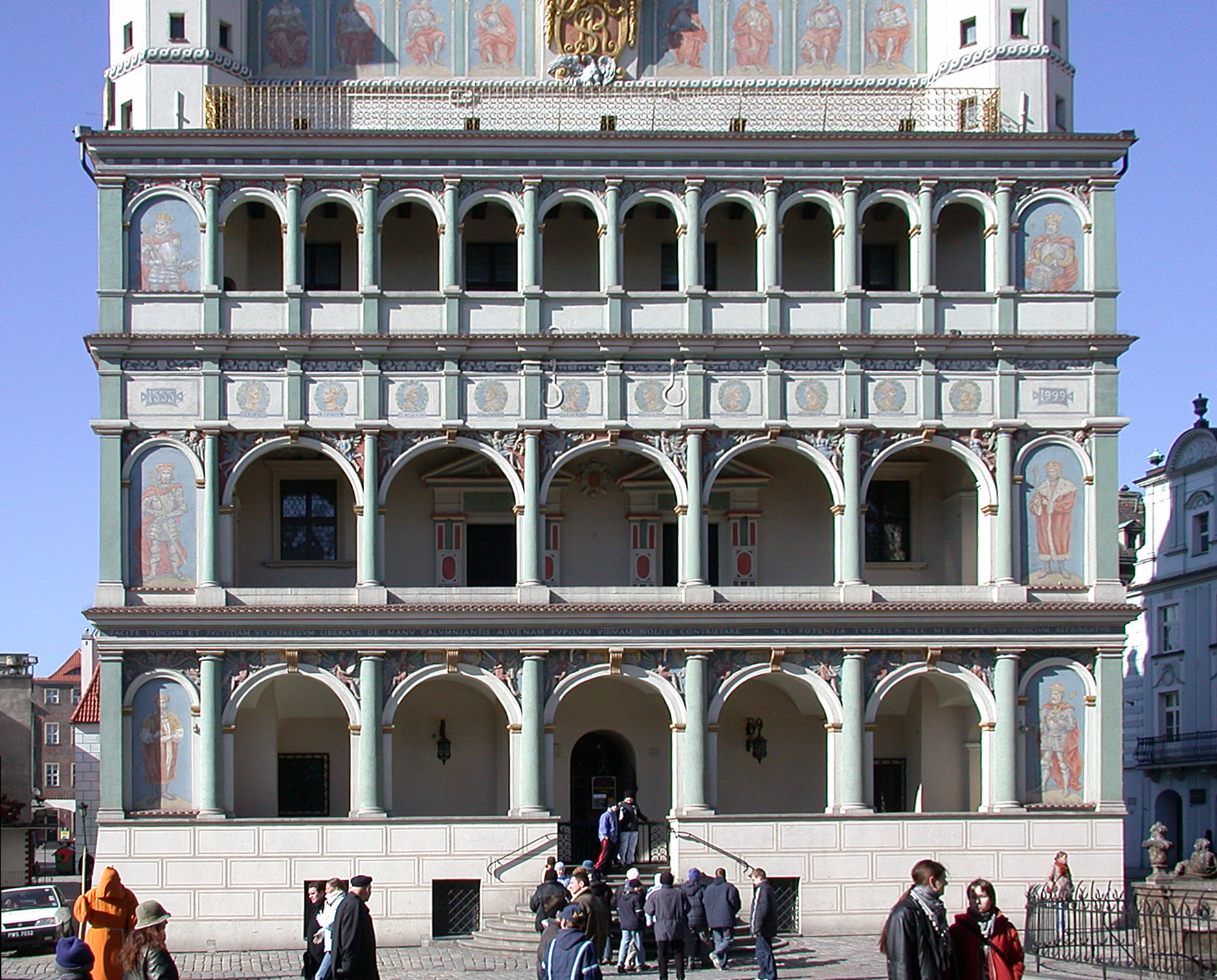
Loggia ratusza

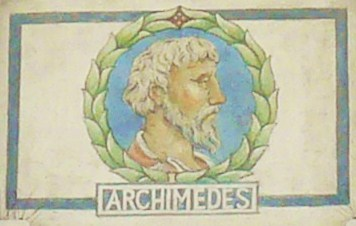
Archimedes

Fasada zwrócona jest na wschód – ku Warcie. Jej charakterystyczna, trójkondygnacyjna loggia jest bogato zdobiona. Między łukami arkad parteru znajdują się parami kobiece alegorie cnót:
- cierpliwość (patientia) z owcą oraz roztropność (prudentia) z lustrem
- miłość (charitas) z dwojgiem dzieci oraz sprawiedliwość (iustitia) z wagą i mieczem
- wiara (fides) z kielichem i mieczem oraz nadzieja (spes) z kadzielnicą i słońcem
- męstwo (fortitudo) ze złamaną kolumną oraz umiarkowanie (temperantia) przelewająca wodę z dzbana do misy

Ostatnią parę stanowią dwie sławne kobiety starożytności
- Lukrecja (Lucrecia) ze sztyletem wymierzonym we własną pierś oraz Kleopatra (Cleapairi) z wężami oplatającymi ramiona.

Pomiędzy parterem a pierwszym piętrem biegnie fryz z łacińskim tekstem, będącym przestrogą dla sędziów.
Ponad pierwszym piętrem biegnie pas medalionów z wielkimi postaciami starożytności:
- braćmi: Gajuszem Grakchusem i Tyberiuszem Grakchusem
- Brutusem
- Archimedesem
- Witruwiuszem
- Wergiliuszem
- Homerem
- Justynianem Wielkim
- Horacym
- Spartakusem
- Tyranobójcami: Harmodiosem i Aristogejtonem

Attykę zdobi poczet królów z dynastii Jagiellonów od Władysława II Jagiełły i Jadwigi Andegaweńskiej po Zygmunta II Augusta. Na osi symetrii znajduje się wieżyczka z zegarem połączonym z mechanizmem koziołków. Pod nim znajduje się monogram Stanisława Augusta Poniatowskiego.

### Inskrypcje na fasadzie ratusza

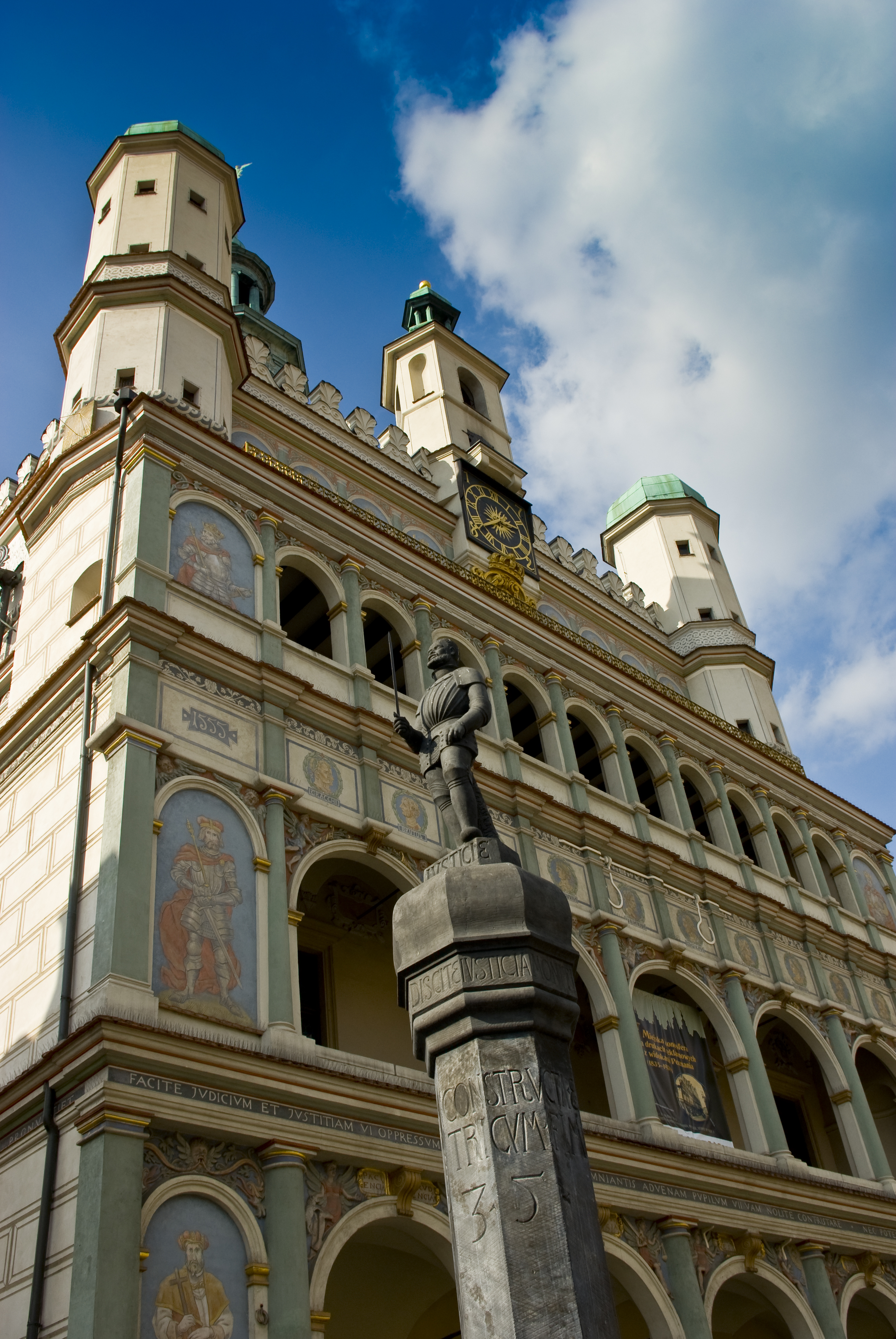
Frontowa ściana ratusza

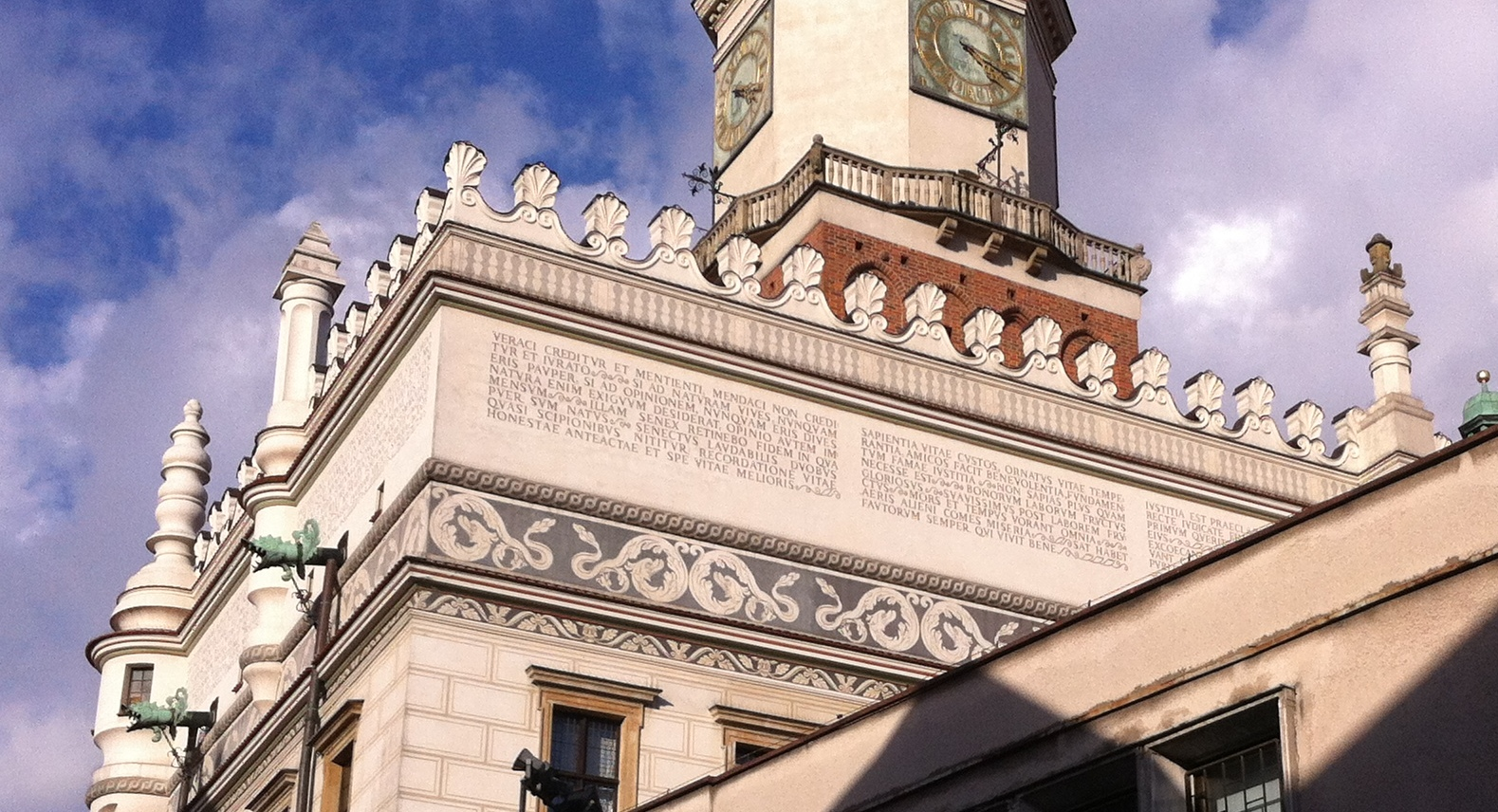
Inskrypcje na poznańskim ratuszu

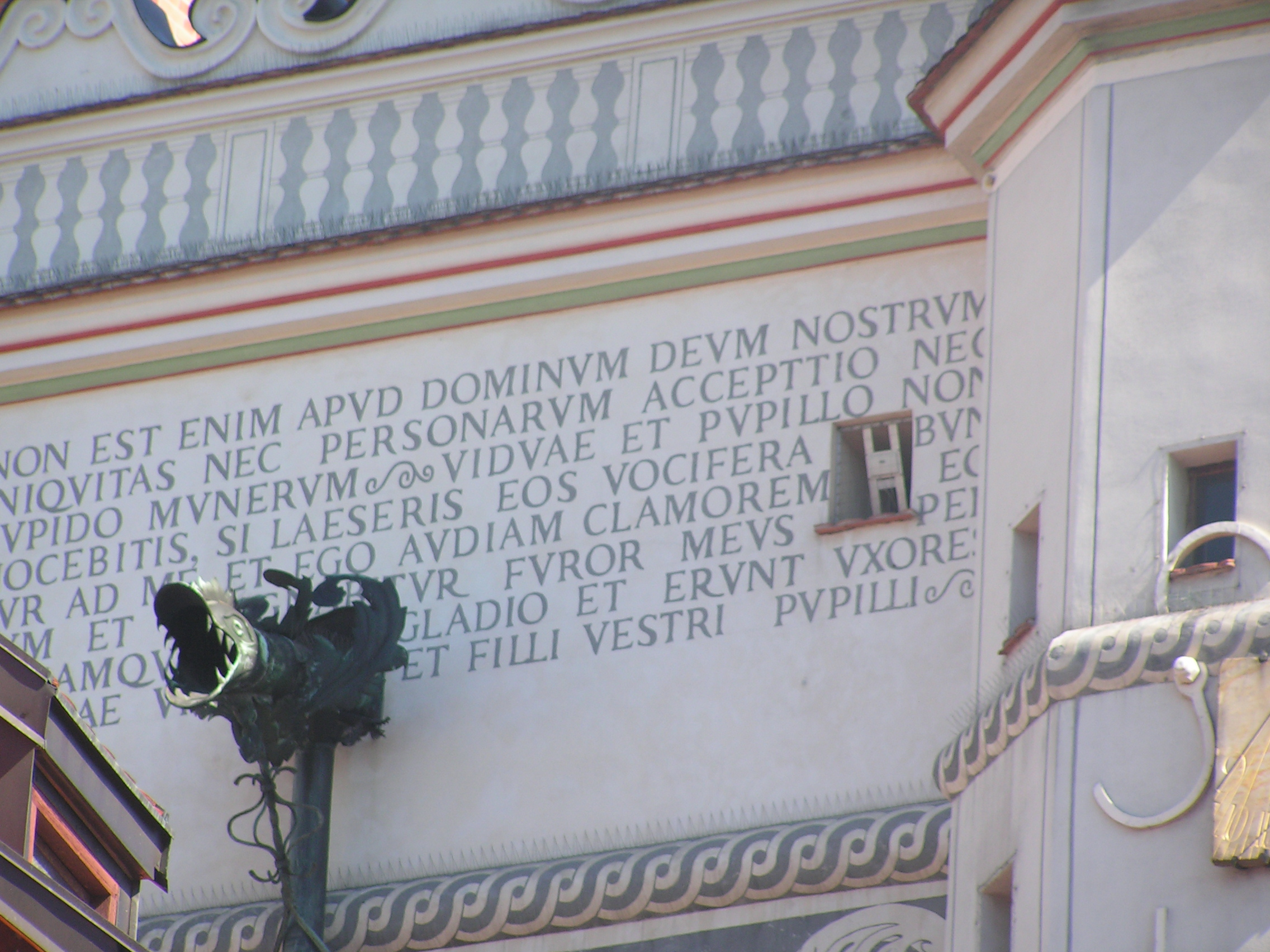
Inskrypcje na ścianie południowej

W 1999 roku podjęto decyzję o remoncie ratusza. Po remoncie na fasadzie znalazły się m.in. następujące łacińskie inskrypcje (nieco inne inskrypcje niż przed remontem, kiedy to ratusz zdobił np. cytat z Konstytucji PRL). Poniższy spis inskrypcji powstał na podstawie: Jacek Wiesiołowski: Ratusz. Poznań: Wydawnictwo Miejskie, 2004/2. ISSN 01373552. Brak numerów stron w książce.
| Ściana północna | Ściana północna |
| --- | --- |
| POLONIA IN POZNANIA PRIMO FIDEM UNDE DICITUR POZNAN QUASI SE RECOGNOSCENS FIDELEM | Polska w Poznaniu najpierw wiarę przyjęła, stąd mówi się „poznan” jako uznający się wiernym |
| PRIMO CIVITAS POZNANIENSIS EST LOCATA PER ILLUSTRES DUCES ET DOMINOS PRZEMISLAUM ET BOLESLAUM FRATRES UTERINOS ANNO DOMINI MILLESIMO CC QUINQUAGESIMO TERCIO                                                             | mowa tutaj o lokacji i książętach lokujących Poznań w 1253 roku |
| OMNIS POTESTAS A DEO. ITAQUE QUI RESISTIT POTESTATI, DEO ORDINATIONI RESISTIT ET DAMNATIONEM SIBI ACQUIRITI. VIS AUTEM NON TIMERE POTESTATEM, BONUM FAC, SI AUTEM MALUM FECERIS TIME, NON ENIM SINE CAUSA GLADIUM PORTAT | fragmenty Listu św. Pawła do Rzymian 13:1-4: Wszelka zwierzchność jest od Boga. A tak kto się sprzeciwia zwierzchności, bożemu zrządzeniu się sprzeciwia i potępienie wieczne sobie jedna. A chcesz się nie bać zwierzchności, czyń dobrze. Jeśli źle będziesz czynił, bój się. Albowiem nie bez przyczyny miecz nosi. |
| GRATIAS AGAMUS DOMINO DEO NOSTRO | Dzięki składajmy Panu Bogu naszemu |
| OPTIMAS CIVITATUM EST QUAE VIRS BONOS HABET | Najlepsze z miast jest to, które posiada dobrych obywateli |
| TYRANUS FACIT QUOD PLACET, REX QUOD HONESTUM EST | Tyran czyni, co mu się podoba, król to co jest uczciwe |
| UBI EST TEMMPERATA POTESTAS, IBI REGNUM EST DIUTURNUM | Gdzie umiarkowana władza, królowanie trwa długo |
| INICIUM SAPIENTIAE TIMOR DOMINI | fragment Księgi Przysłów 9:10: Początkiem mądrości jest strach przed Panem |
| O FOELICES RESPUBLICAE SI IMPERENT DOCTI AUT SAPIENTIAE STUDEANT ILLARUM RECTORES | O szczęśliwe rzeczpospolite, jeśli byłyby rządzone przez uczonych lub ich rządcy uczyli się mądrości |
| UBI PRAESES ERIT PHILOSOPHUS, IBIB CIVITAS ERIT FOELIX | Gdzie rządzący byłby filozofem, tam miasto byłoby szczęśliwe |
| QUOT MORES HOMINUM TOTDEM RESPUBLICA | Jakie obyczaje ludzi, tak rzeczpospolita |
| NIHIL IN REBUS HUMANIS DIFFILIUS QUAM BENE IMPERE | Nic nie jest trudniejsze w sprawach ludzkich, jak dobrze rządzić |
| NON BENE PRO TOTO LIBERTAS VENDITUR AURO | Nie jest dobrą rzeczą sprzedawać wolność choćby za całe złoto |
| Ściana zachodnia | |
| PAX OPTIMA RERUM | Pokój najlepszą z rzeczy |
| PACEM AMANTES DEUM QUI EST AUTOR PACIS AMANT | Kochający pokój kochają Boga, który jest twórcą pokoju |
| DULCE BELLUM INEXPERTIS | Słodka wojna niedoświadczonym |
| QUI DESIDERAT PACEM PRAEPARET BELLUM | Kto pragnie pokoju, niech się gotuje do wojny |
| FOELIX CIVITAS QUE TEMPORE PACIS BELLA NUTRIT | Szczęśliwe miasto, które w czasie pokoju przygotowuje się do wojny |
| NISI DOMINUS CUSTODIERIT CIVITATEM FRUSTRA VIGILAT QUI CUSTODIT EAM | fragment Psalmu 127: „Jeżeli Pan miasta nie ustrzeże, strażnik czuwa daremnie” |
| PAX INIQUSSIMA BELLO IUSTISSIMO PRAEFERENDA | Pokój najbardziej niesprawiedliwy lepszy od wojny najsprawiedliwszej |
| QUANTO MAIOR EST FORTUNA TANTO MINUS EST SECURA | Im większym szczęściem darzy nas fortuna, tym mniej jest pewne |
| PRAECIPITIS CONSILII COMES EST POENITENTIA | Pochopnej radzie towarzyszem będzie kara |
| PULCHRITUDO CIVITATIS CONCORDIA | Pięknem miasta jest zgoda |
| IN CIVITATE CONCORDIA IDEM EST QUOD HARMONIA IN MUSICA | W mieście zgoda jest tym samym, co harmonia w muzyce |
| SI INCOLE BENE MORATI SUNT, BENE MUNITUM EST OPPIDUM | Jeśli mieszkańcy są dobrych obyczajów, dobrze bronione jest miasto |
| UT VIRTUS CIVIUM SIC FLOREAT URBIS FORTUNA | Jak cnota mieszczan, tak zakwitnie fortuna miasta |
| CONCORDIA PARVAE RES CRESUNT, DISCORDIA MAXIME DILABUNTUR | Zgodą wielkie rzeczy wzrastają, niezgodą największe przepadają |
| QUOD COMMODAVIT FORTUNA TOLLET, QUOD MUTUAVIT FORTUNA REPETIT | Czego użyczyła fortuna, odbierze, co odmieniła fortuna, powróci |
| QUOD PARAVERIT VIRTUS RETINEBIS, INVIDIAM VIRTUTE SUPERA | Co zgotowała cnota, odzyskasz, zawiść cnotą przewyższaj |
| ANTIDOTUM VITAE PATIENTA | Lekarstwem na życie jest cierpliwość |
| Ściana południowa | |
| VERACI CREDITUR ET MENTIENTI, MENDACI NON CREDITUR ET IURATO | Prawdomównemu wierzy się i gdy kłamie, temu który zmyśla, nie uwierzą nawet pod przysięgą |
| SI AD NATURAM VIVES, NUNQUAM ERIS PAUPER, SI AD OPINIONEM NUNQUAM ERIS DIVES. NATURA ENIM EXIGUUM DESIDERAT, OPINIO AUTEM IMMENSUM                                                                                       | Jeśli zgodnie z naturą żyjesz, nigdy nie będziesz ubogi, jeśli dla sławy, nigdy nie będziesz bogaty. Natura bowiem niewiele wymaga, sława zaś nieskończenie wiele. |
| ILLAM SENEX RETINEBO FIDEM IN QUA PUER SUM NATUS | Tę w swej starości utrzymam wiarę, w jakiej się jako chłopiec narodziłem |
| SENECTUS LAUDABILIS DUOBUS QUASI SCIPIONIBUS NITITUR: RECORDATIONS VITAE HONESTAE ANTEACTAE ET SPE VITAE MELIORIS | Chwalebna starość opiera się na dwóch niejako podporach: świadomości przeżytego dobrego życia i nadziei na lepsze życie |
| SAPIENTIA VITAE CUSTOS, ORNATUS VITAE TEMPERANTIA, AMICOS FECIT BENEVOLENTA, FUNDAMENUTM FAMAE IUSTITIA | Mądrość strażniczką życia, ozdobą życia umiarkowanie, przyjaciół przysparza życzliwość, fundamentem sławy sprawiedliwość |
| NON SAPIAS PLUS QUAM NECESSE EST | Nie rozmyślaj więcej niż to jest konieczne |
| BONORUM LABORUM FRUCTUS GLORIOSUS | Dobrych prac owoc jest chwalebny |
| MORS ET TEMPUS VORANT OMNIA | Śmierć i czas pochłaniają wszystko |
| AERIS ALIENI COMES MISERIA | Towarzyszem długów nędza |
| Ściana wschodnia | |
| FACITE IUDICIUM ET JUSTITIAM VI OPRESSUM LIBERATE DE MANU CALUMNIANTIS ADVENAM PUPILUM VIDUAM NOLITE CONTRISTARE NEC POTENTIA TURPITER NEC METU RECTUM JUDICIUM REFRINGATUR.                                             | Czyńcie sąd i sprawiedliwość siłą uciśnionego i uwalniajcie z ręki potwarcy. Przybysza, sieroty, wdowy nie zasmucajcie. Ani moc, ani strach niech nie powstrzymują haniebnie słusznego sądu. |

## Opis wnętrz
Wnętrze ratusza zajmuje obecnie Muzeum Historii Miasta Poznania, będące oddziałem poznańskiego Muzeum Narodowego.

### Piwnice
Powstały na przełomie XIII i XIV wieku. Pierwotnie było to jedno pomieszczenie o sklepieniu krzyżowo-żebrowym, wspartym na jednej, stojącej na środku kolumnie. Obecnie podzielone na cztery sale. W zwornikach znajdują się herb Poznania (skrzyżowane klucze) i biały lew z podwójnym ogonem w postawie bojowej – herb Czech, pochodzący z czasów Wacława II. Do XVII wieku izba pełniła funkcję magazynu kupieckiego, później (w XVII i XVIII wieku) znajdowało się tu więzienie z salą tortur. W XIX i na pocz. XX wieku były to pomieszczenia restauracji. W latach 1892–1898 restaurację prowadził Władysław Fischbach, a w latach 1898-1909 Franciszek i Maria Koplińscy. Do 1997 używane dotychczas przez muzeum piwnice, obecnie są w remoncie.

### Parter
Izby na parterze powstały pierwotnie w stylu gotyckim, zostały przebudowane w stylu renesansowym przez G.B. di Quadro, jedynie w jednej zachowało się pierwotne sklepienie. Architekt dobudował również dwie izby ze sklepieniami lunetowymi. Pierwotnie mieściło się tu między innymi miejskie archiwum.

### Pierwsze piętro
Pierwsze piętro stanowiło zawsze najbardziej reprezentacyjny poziom ratusza. To tu mieściła się siedziba władz miejskich. Mieszczą się na nim najwspanialsze pomieszczenia ratusza.

#### Wielka Sień

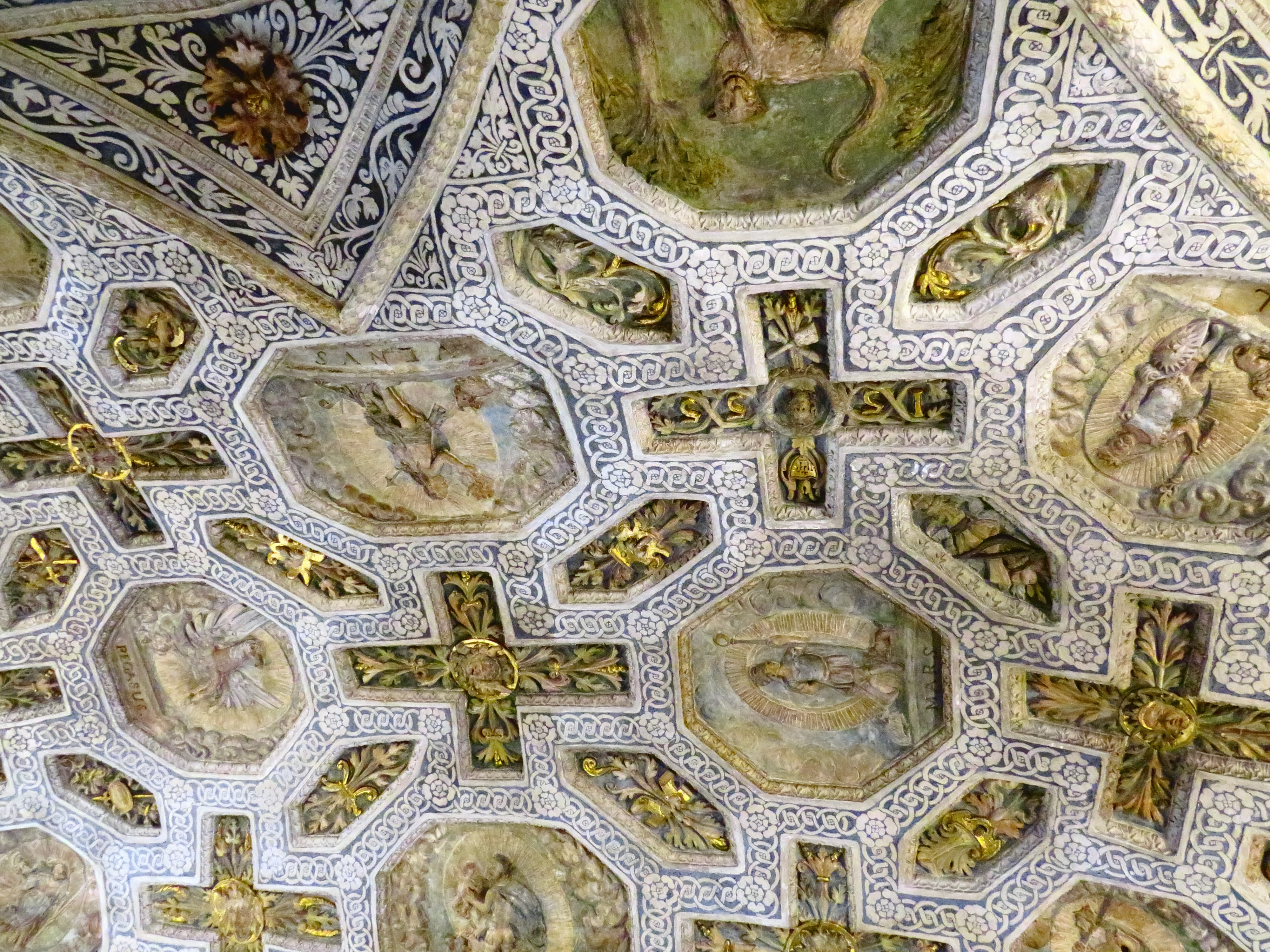
Wielka Sień ratusza - sklepienie żaglaste

Nazywana również Salą Wielką – renesansowa sala, dzieło Jana Baptysty di Quadro. Pierwotnie służyła jako miejsce obrad sądu miejskiego w sprawach zagrożonych najwyższymi wyrokami, głównie kryminalnymi. Nad wejściem do niej znajduje się fragment z Polityki Arystotelesa: Rada niewiasty jest ułomna, chłopca zaś niedoskonała, dopiero starość jest w radach pożyteczna, od strony Sali zaś widnieje cytat z psalmu 37: Usta sprawiedliwego głoszą mądrość i język jego głosi co słuszne. W Sali zachowało się oryginalne sklepienie żaglaste z lunetami, wsparte na dwóch filarach i konsolach przyściennych. Kasetony oraz piaskowcowe filary pokrywa ornament; na suficie jest to sgraffito.
W kasetonach w północnej części sali znajdują się polichromowane stiukowe dekoracje przedstawiające:
- Herkulesa i Samsona – symbole siły
- Dawida w walce z Goliatem – symbol odwagi
- Marka Kurcjusza – symbol poświęcenia za kraj

Na niższych kasetonach znajdują się herby:
- herb Polski
- herb Litwy
- herb Sforzów (królowej Bony)
- herb Habsburgów (Katarzyny Habsburżanki)
- herb Poznania
- aniołek trzymający tabliczkę z datą ukończenia prac – 1555

Znaleźć tu można także podpisy artystów. Obok herbu Poznania widać narzędzia artysty, w tym dłuto i młotek oraz inicjały H. W., zaś pod herbem Sforzów znajduje się gmerk di Quaro. Opracowanie ideologiczne tych ozdób przypisuje się Józefowi Strusiowi lub Kasprowi Goskiemu.
W części południowej widnieją postacie zwierząt, zarówno realnych (słoń, lew, lampart, orzeł, nosorożec), jak też mitycznych (gryf, pegaz) oraz postacie bóstw symbolizujących ciała niebieskie: Słońce, Lunę (Księżyc), Merkurego, Wenus, Marsa, Jupitera (Jowisza) i Saturna. Układ tych postaci odzwierciedla układ ptolomejski.
Ponadto w kasetonach w kształcie krzyży znajdują się głowy:
- Mojżesza – symbol Starego Testamentu
- Jezusa Chrystusa – symbol Nowego Testamentu

Przy tej ostatniej znajduje się kolejny gmerk.
Na ścianie zachodniej znajdują się dwa portale z 1508 roku, które łączą w sobie cechy zarówno gotyku, jak i renesansu. Na obitych pozłacaną blachą drzwiach wyciśnięte są herby Czech, które być może pochodzą jeszcze z czasów Wacława II.
Wśród eksponatów uwagę zwracają wenecki globus z 1688 roku oraz popiersia rzymskich cesarzy z III i IV wieku wykopane we Włoszech w XVIII wieku
W sali tej odbywają się koncerty, a także udzielane są specjalnie uroczyste śluby.

#### Sala Królewska

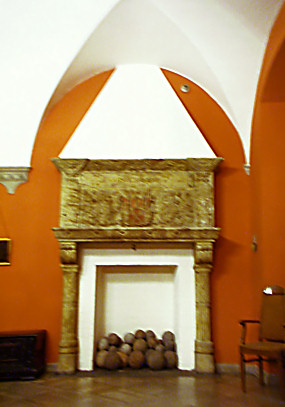
Renesansowy kominek w Sali Królewskiej

Niegdyś równie bogato zdobiona jak Wielka Sień służyła jako miejsce obrad rady miejskiej, jednak została zniszczona podczas II wojny światowej. Odrestaurowano ją w 1954 roku. Do dziś ocalał renesansowy kominek wykonany w piaskowcu z 1541 roku, w którym zamiast polan obejrzeć można kamienne kule armatnie. Pochodzi on jednak nie z ratusza, lecz z budynku Wagi Miejskiej, skąd przeniesiono go w końcu XIX wieku podczas rozbiórki wagi. Z 1536 roku pochodzi zaś portal, przeniesiony tu z kamienicy Stary Rynek 87. Nazwę swą sala zawdzięcza zdobiącym ją niegdyś portretom królów, obecne portrety pochodzą ze zbiorów Muzeum Narodowego.

#### Sala Sądowa

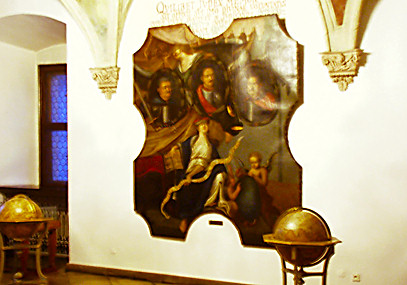
Sala Sądowa

W przeszłości służyła jako miejsce rozpatrywania mniejszych spraw sądowych. Zachowała ona pochodzące z renesansowej przebudowy sklepienie lustrzane. Zdobią je polichromie powstałe począwszy od drugiej połowy XVI wieku po pierwszą połowę XIX. Najstarsze jest przedstawienie Bolesława Pobożnego, a najmłodsze Przemysła I znajdujące się na osi sali.
Na ścianie północnej znajdują się alegorie kontynentów:
- Azja – 2 połowa XVII wieku – kobieta z kadzidłem i głową lwa
- Afryka – XVIII wiek – kobieta z sokołem
- Europa – XVIII wiek – postać z głową konia
- Ameryka – 1621 roku – Indianin w pióropuszu

Do przeszłości sali nawiązuje obraz na ścianie (na prawo od wejścia) Aeropagus Maioris Poloniae, przedstawiający alegorię Sądu Ziemskiego z roku 1726, pędzla Wacława Graffa. Pod oknami na wprost wejścia posąg Stanisława Augusta Poniatowskiego dłuta Augustyna Schöpsa wystawiony „za doznane łaski”, z 1783 roku.

### Drugie piętro
Pierwotnie pełniło funkcje gospodarcze. Po zniszczeniach II wojny światowej odbudowano je, przystosowując do funkcji wystawienniczych. Stropy wzorowano na tych z kamienic przy Starym Rynku.

## Orzeł z wieży ratusza

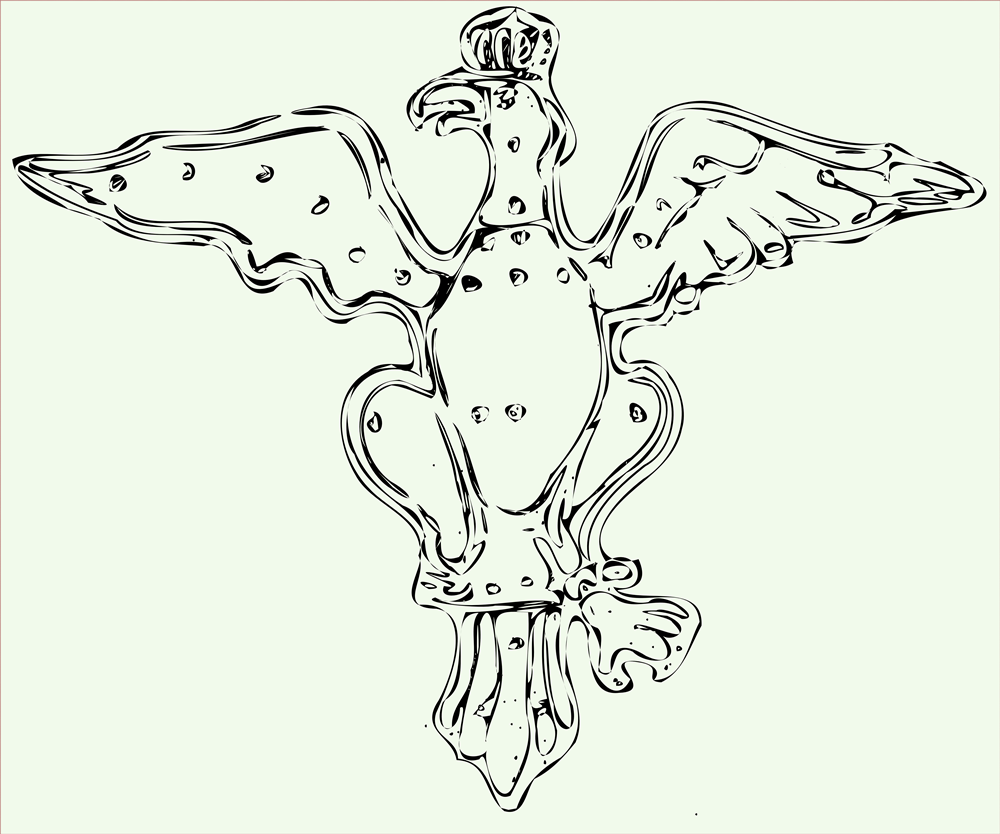
Orzeł z wieży Ratusza – stan po odnalezieniu w 1945

Po raz pierwszy na wieży orzeł pojawił się w latach 1690-1692. Współczesny orzeł został umieszczony na szczycie ratusza 19 lipca 1783. Ma 180 cm wysokości, a jego skrzydła mają 2 metry rozpiętości. Składa się z dwóch części miedzianej blachy, która jest nitowana. Wnętrze wypełniają puszki i monety oraz pamiątki. Zostały one tam włożone podczas powstania orła, oraz podczas jego konserwacji w 1783, 1911 i 1947. Posiada również zachowane wcześniejsze części wieży zegarowej, które ocalały po katastrofie z 1725. Został wykonany przez kotlarza Konrada Markusa za 100 złotych polskich. Orzeł oryginalnie był pomalowany na biało i na piersiach miał herby Ciołek i Rzeczypospolitej.
Podczas konserwacji w 1911 Niemcy umieścili nad orłem drewnianą złoconą koronę cesarską. Została ona usunięta 1 maja 1919 przez trzech mieszkańców Poznania.
21 września 1939 orzeł został usunięty przez Niemców. Umieszczono go najpierw w Ratuszu, następnie przy ul. Artyleryjskiej. Stamtąd został przetransportowany na Cytadelę celem wywiezienia do Muzeum Wojskowego w Berlinie. W wyniku niewyjaśnionych okoliczności orzeł znalazł się z powrotem na ul. Artyleryjskiej. Władze niemieckie nie były pewne w którym muzeum (w poznańskim czy berlińskim) powinien znajdować się orzeł. Ostatecznie, 1 czerwca 1940, został przekazany do Muzeum Miejskiego w Poznaniu, gdzie polscy pracownicy zawinęli go w papier i przechowywali wśród obrazów przeznaczonych na wywiezienie. 8 grudnia 1942 nadburmistrz Poznania nakazał przetransportować orła do wieży Ratusza. 1 czerwca 1944, wraz z obrazami z Muzeum Miejskiego, orzeł został przeniesiony do Archiwum Miejskiego przy ul. Szewskiej 10.

## Legendy związane z ratuszem

### Legenda o koziołkach
Gdy mistrz ślusarski Bartłomiej ukończył swój zegar i miał go zaprezentować radzie miasta oraz wojewodzie, którego również zainteresowała ta uroczystość, miano jakoby wydać ucztę ku czci możnych panów. Podczas przygotowań do uczty nieuważny kuchcik spalił sarnią pieczeń, a nie chcąc, aby błąd wyszedł na jaw, ukradł na podmiejskiej łące dwa młode koziołki. Nie udało mu się jednak sprawy zatuszować, gdyż koziołki uciekły z kuchni i wbiegły na ratuszową wieżę. Ku uciesze gości zaczęły trykać się rogami (według jednej z wersji zwróciły uwagę zgromadzonych na malutki pożar, od którego mogło spłonąć miasto). Rozbawiony wojewoda darował winę kuchcikowi, koziołkom życie, a mistrzowi Bartłomiejowi nakazał dołączyć do mechanizmu owo „urządzenie błazeńskie”.

### Legenda o Królu Kruków

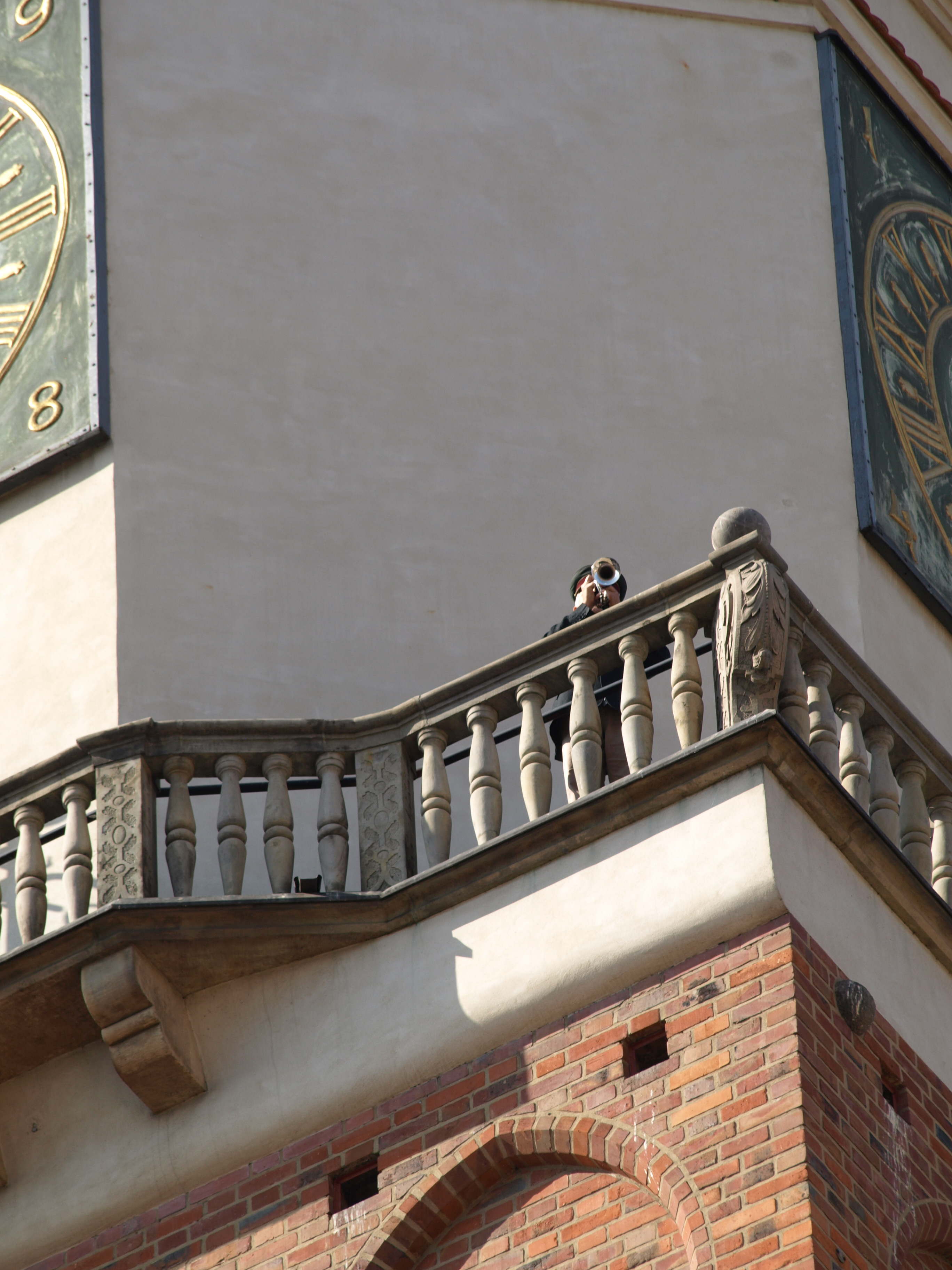
Trębacz na wieży ratuszowej (kliknij aby powiększyć)

Pewnego dnia Bolko, syn trębacza z wieży ratuszowej, znalazł kruka z przestrzelonym skrzydłem. Chłopak ulitował się nad nim i wziął go do siebie, gdzie go pielęgnował. Pewnej nocy chłopca obudził karzełek w koronie i purpurowym płaszczu. Podziękował za okazaną dobroć i dał chłopcu małą złotą trąbkę, mówiąc, że ma jej użyć w razie niebezpieczeństwa. Po tych słowach zmienił się w kruka i odleciał. Kilka lat później, gdy Bolko zastąpił ojca na stanowisku ratuszowego trębacza, Poznań został zaatakowany przez obcą armię. Gdy napastnicy wdzierali się już na mury, młodzieniec przypomniał sobie o prezencie Króla Kruków. Wbiegł na wieżę ratusza i zaczął grać. Na horyzoncie zaczęły zbierać się czarne chmury, rosły z sekundy na sekundę, w pewnym momencie spostrzegł, że to nie chmury, lecz olbrzymie stada kruków, które spadły na atakującą armię, zmuszając ją do ucieczki. Cudowna trąbka zaginęła, gdyż Bolko upuścił ją z przerażenia, lecz pozostał hejnał. Należy tu również dodać, że wszystkie poznańskie jednostki lotnictwa w swoich znakach mają kruka.

## Filatelistyka
Ratusz poznański był pierwszym polskim ratuszem, który ukazał się na znaczku pocztowym w Polsce. Pokazano go na następujących znakach:
- znaczek o nominale 5 groszy z 1925 z czarnym nadrukiem „Port Gdańsk”, służący do korespondencji z terenu ówczesnego Wolnego Miasta Gdańska,
- karta pocztowa z 1931 o wartości 15 groszy (element serii z Henrykiem Sienkiewiczem),
- znaczek o nominale 1+5 złotych z 16 czerwca 1945 z okazji I Kongresu Pracowników Poczt i Telekomunikacji (nakład 60.000 egzemplarzy, proj. J. Wilczyk, znana jest odmiana nieząbkowana),
- dwa znaczki o nominałach 40 i 60 groszy z 10 czerwca 1955 z okazji XXIV Międzynarodowych Targów Poznańskich,
- dwa bloki znaczkowe o nominałach 2+1 zł i 3+1,50 zł z 7 lipca 1955 z okazji VI Ogólnopolskiej Wystawy Filatelistycznej w Poznaniu (proj. Czesław Kaczmarczyk),
- jedna z dwóch ilustrowanych kart pocztowych o wartości 40 groszy z 19 czerwca 1956 z okazji XXV Międzynarodowych Targów Poznańskich (nakład - 80.000 sztuk),
- element serii dziesięciu kart pocztowych z 15 lutego 1961 o nominałach po 40 groszy na Tysiąclecie Państwa Polskiego,
- 12-znaczkowy arkusik z okazji Dnia Znaczka w 1968, poświęcony wystawie „Tematica-Poznań 1968” (nominał - 60 groszy),
- karta pocztowa z 13 października 1972 o nominale 40 groszy z okazji VI Międzynarodowego Konkursu Skrzypcowego im. Henryka Wieniawskiego (nakład - 204.800 sztuk),
- dwa bloczki o nominałach 10+5 zł każdy z okazji Światowej Wystawy Filatelistycznej „Polska 73” (proj. W. Andrzejewski),
- z tej samej okazji znaczek z ratuszem wydała Poczta Rumuńska[17].